# Hendrik van Kinschot
Hendrik van Kinschot (1541, Turnhout -1608, Brussel), ook wel bekend als Henri en Henricus Kinschotius, was een Zuid-Nederlands jurist die langdurig als advocaat gelieerd was aan de Raad van  Brabant. Hij schreef juridische consultaties en een verzameling van zeven traktaten over gratieverlening door de Raad van Brabant, die na zijn leven gepubliceerd werden.

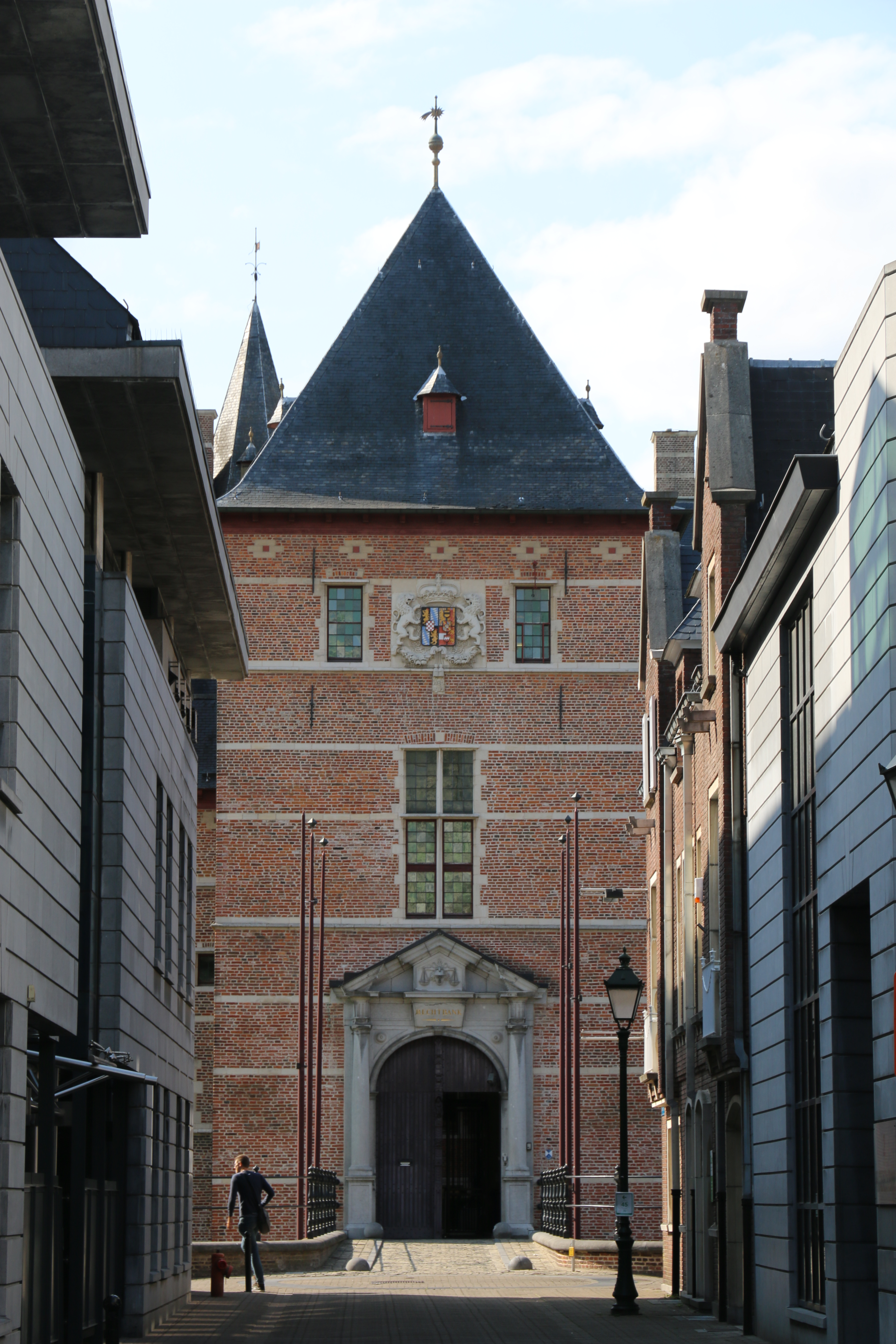
toegang van het Kasteel van de Hertogen van Brabant te Turnhout

## Leven
Hendrik van Kinschot werd op 31 oktober 1541 in Turnhout geboren als zoon van Ambrosius van Kinschot (1505-1555) en Anna Gevaerts (1516-1584). Zijn vader was daar rentmeester voor de landgoederen van Maria van Hongarije, gouvernante van de Nederlanden. Zijn moeder stamde uit een bekende familie van juristen; haar vader Huybrecht was raad van Maria van Oostenrijk en haar broer Jan was advocaat bij de Raad van Brabant. Ambrosius woonde op de hoek tegenover de poort van het slot van Turnhout.
Hendrik huwde Margareta Duglassia (Douglas), ook de Schott genoemd. Zij was de dochter van Franciscus Duglassia, Heer van Boutersem. Uit dit huwelijk kwamen twee kinderen voort: Frans en Anna. Frans (1577-1651) zou Heer van Clercamp, Rivieren, Jette en Ganshoren worden en verscheidende hoge functies bekleden aan het Spaans-Nederlandse hof. Anna huwde Hieronymus/Jérôme de Gaule, kanselier van Gelderland.
Hendrik van Kinschot overleed te Brussel, in de maand september 1608, zevenenzestig jaar oud. Hij werd begraven in de kathedraal van Sint-Michiel en Sint-Goedele te Brussel. Zijn vrouw werd 24 jaar later in augustus 1632 begraven te Mechelen in de kerk van de Augustijnen.

## Studie
Van Kinschot studeerde rechten aan de Universiteit van Leuven, waar zijn familie een sterke band mee had. Tijdens die studie ging hij voor langere tijd naar de Universiteit van Parijs. Hier kreeg hij vermoedelijk college van de jurist Jacques Cujas, hoogleraar te Bourges. Hij verliet Parijs op het moment dat de grote verordening van Moulins van 1566 werd gepubliceerd. Op vijfentwintigjarige leeftijd studeerde Van Kinschot af te Leuven, waar hij zijn proefschrift verdedigde over deelbare en ondeelbare verplichtingen.

## Loopbaan
Na zijn studie vestigde Van Kinschot zich te Brussel. Bij zijn oom Johannes Gevaerts, advocatus van de Raad van Brabant, ging hij in de leer om advocaat te worden. Rond 1567 werd Van Kinschot zelf advocatus van de Raad van Brabant, een functie die hij voor meer dan veertig jaar zou uitoefenen. Hij kwam uiteindelijk aan het hoofd van de orde van advocaten te staan. Bij zijn praktijk waren onder andere achterneef Jasper van Kinschot (1552-1603), neef Pieter Roose (1586-1673), en zoon Frans in de leer. 
Tijdens zijn werkzame leven bleef hij de Turnhoutenaars met raad bijstaan. De regering en de Raad van Brabant trachtten tevergeefs om Van Kinschot directer in dienst te krijgen. Zijn grote hoeveelheid aan werk had ernstige gevolgen voor zijn gezondheid.  Aan het eind van zijn leven ontving hij zijn cliënten thuis.

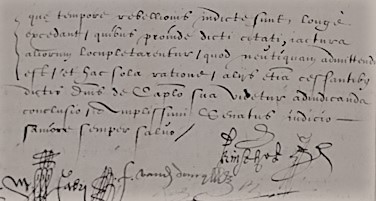
Slot van een consultatie uit 1589 van Hendrik van Kinschot met handtekening

## Responsa en Consilia

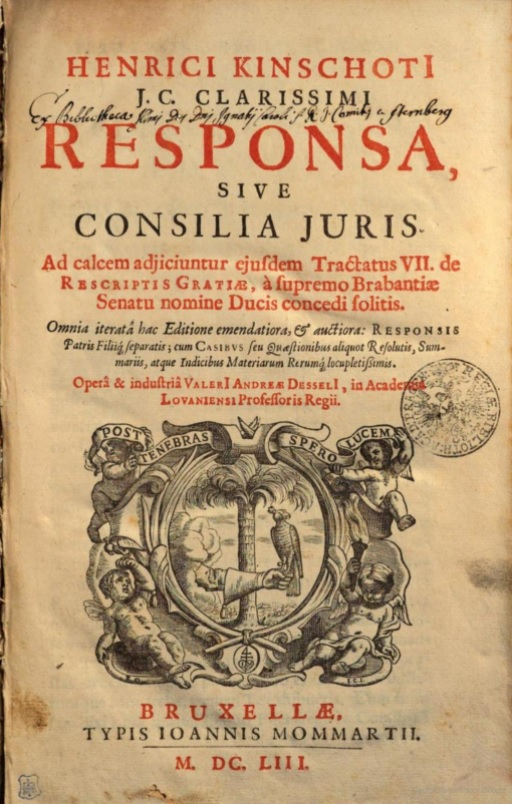
De Responsa van Hendrik van Kinschot, 1653

Gedurende zijn loopbaan zou Van Kinschot verscheidene juridische adviezen opstellen. Die werden na zijn overlijden beheerd door zijn zoon Frans en beschikbaar gesteld voor raadpleging. Ook werden enkele teksten als Responsa, sive Consilia juris, uitgegeven door Valerius Andreas te Leuven in 1633. Door Johannes Mommartius jr. werden de Responsa herzien en aangevuld met de Consilia en opnieuw uitgegeven te Brussel in 1653. In het voorwoord van zijn publicatie onderstreepte Mommartius het belang van Van Kinschots geschriften voor de Brabantse rechtspraak.
Het laatste werk bestaat uit:
I. Responso sive Consilia juris. 
II. Casus et Quastiones aliquot, ac pleræque ab. H. Kinschot breviter resolutes. 
III. De rescriptis Gratiae, a supremo Brabantia senatu nomine Ducis concedi solitis 
met de volgende onderverdeling: 
1. An Brabantia sit patria juris scripti, et quo modo a jurisdictione imperiali per Bullam auream sit exempta. 
2. De prastantia et auctoritate senatus Brabantiae. 
3. De remissionibus homicidiorum, cum explicatione Statuti Caroli V Imper., anni 1541, 28 nov. in senatu Brabantiae publicati. 
4. De solutionum induciis, qua a senatu nomine Ducis per litteras, ut vocant, atterminationis, vel super consensu majoris partis creditorum per modum confirmationis debitoribus conceduntur. 
5. De securitate corporis.  
6. De legitimationibus.  
7. De licentia testandi, aut aliter disponendi de Feudis, a Dure, aut ejus senatu, obtinenda. 
- Biografisch Portaal: 19249070
- Digitale Bibliotheek voor de Nederlandse Letteren: kins010
- Gemeinsame Normdatei: 102487294
- International Standard Name Identifier: 0000 0000 3251 666X
- Library of Congress Control Number: n92000389
- Nederlandse Thesaurus van Auteursnamen: 070008272
- Virtual International Authority File: 10238314